# 테헤란 대학교
테헤란 대학교(페르시아어: دانشگاه تهران, University of Tehran, UT)는 이란의 수도 테헤란에 위치한 국립 종합대학으로, 이란 최대 규모의 대학이다.
이 대학의 전신은 1851년 카자르 왕조 시대에 개교한 이란공과대학(다르 올-포눈으로도 부른다.)이다.